# Eddie Salcedo
Eddie Anthony Salcedo Mora (ur. 1 października 2001 w Genui) – włoski piłkarz kolumbijskiego pochodzenia występujący na pozycji napastnika w cypryjskim klubie OFI oraz w reprezentacji Włoch do lat 21. Wychowanek Genoi, w trakcie swojej kariery grał także w takich zespołach, jak Inter Mediolan oraz Hellas Verona.